# باول غالواي
باول غالواي (بالإنجليزية: Paul Galloway)‏ هو صحفي وكاتب العمود أمريكي، ولد في 1934، وتوفي في 2 فبراير 2009 بسبب نوبة قلبية.